# باجلان
باجلان أو (باجُولْوَنْد) مكون سكاني كردي يقطنون مناطق متفرقة من العراق وإيران (مدينه سيستان). ساهموا في فترات تأريخية بأدوار هامة خصوصا بعد معاهدة قصر شيرين عام 1639 بين إيران والدولة العثمانية ومعاهدة زهاب 1739. حيث تسنم زعيم الباجلان (عبدال بك) إدارة لواء منطقة (زهاو) قرب خانقين اشتهرت بأمارة باجلان (سنجق باجلان) وساهمت بدور كبير في حفظ الأمن على طريق البريد العثماني الممتد بين الاناضول إلى بغداد مرورا بالموصل وحلب وغازي عنتاب وخربوط. وانتشرت مجاميع كبيرة من الباجلان في اطراف الموصل بعد 1630 وسهلها وتسلموا ادارات هامة فيها وكذلك في بغداد وكركوك. وبعد معاهدة زهاو تولى أحد قادة الباجلان ويدعى احمد باشا قيادة جبهة زهاو وتصدى لجيش نادر شاه افشار حينما غزا العراق عام 1740 وبعد أن استولت إيران على معاقل الباجلان في زهاو وإقليم لرستان بعد 1840 نزحت عوائل كبيرة من الباجلان منهم عائلة الزرخ أو السرخ نحو الأراضي التابعة لسيطرة الدولة العثمانية وتمركزوا في خانقين الحدودية وبرز بينهم مصطفى باشا الباجلان الذي أصبح حاكم ولاية خربوط ومنطقة بدرة الفيلية على الحدود الأيرانية. وقبله تسلم زعيم عشائر الرشوان الحسينية المستكردة وهم قبيلة قريبة من الباجلان ولاية عنتاب وشمال حلب. اما باجلان إيران فقد ساهموا في ادوار هامة في موطنهم الاصلي خرماباد في لرستان وبرزوا على صعيد صراعات زعماء قبيلة الزند مع شاهات الصفويين والقاجار. واشتهر منهم افراسياب خان باجلان الذي تصدى لسلطة محمدشاه قاجار.

## مواطنهم
باجلان كانت قبيلة مقاتلة وقوة حماية لها سمعتها لمدة ثلاثة قرون ساندت الأمبراطورية العثمانية في حفظ الأمن وجباية الضرائب في الأناضول وشمال سوريا وبقاع كردستان وولايتي الموصل وبغداد ضمن العراق العربي ونافسوا قوة عشائر البيات العربية الهاشمية الحسينية التي كانت تسيطر على نفس الطريق لعقود طويلة. لهذا انتشرت فروعها في مناطق متفرقة بدءاً من لرستان وانتهاء بالموصل. ففي إيران يشتهرون أكثر بأٍسم باجلوند وينتشرون في اطراف خرم اباد وبروجرد بمحافظة لرستان ومناطق شوش ودزفول غرب إيران وتساكن قبيلة أخرى تدعى (بيران وند) وتتفرع إلى أربعة اقسام رئيسية. إضافة إلى الفرع الرئيسي في مواطنها في گيلانغرب وسهل زهاو غرب كرمانشاه.
اما داخل العراق، فالقسم الأكبر يعيشون في شمال قضاء خانقين وسهل الموصل شرق نهر دجلة ويكونون الجزء الرئيسي من سكان عشائر الشبك. ولهم تواجد قليل في اربيل وكويسنجق وكركوك، كما ان زعماءهم سكنوا المدن الكبيرة مثل بغداد والموصل وكركوك وكونوا عائلات كبيرة. ويقال ان للباجلان وجودا في تركيا ويبدوا ان قسما منهم كان يقطن أرمينيا نزحوا منها إلى تركيا.

## اصولهم
يقال ان اصل الباجلان من دياربكر، وان لفظ باجلان مأخوذ اسم منطقة قرب الخابور بشمال الجزيرة ذكرت في متون كتب التأريخ بالصيغة الأرامية باجلايا (أي باجلان). ويقال أيضا ان جدهم الأكبر (عبدال بگ) برز قبل 400 سنة ومال إلى العثمانيين وقدم البيعة للسلطان وجنَد رجال القبائل الكرمانج السنة والزازا العلويين من آمد وخربوط وصويرك. ليكونوا نواة قوة حماية حدود وجباية ضرائب لذا اشتهروا باسم باجَوان ويعني بالكردية (جباة الضرائب) ثم تداولت الصيغة العثمانية باجلان بنفس المعنى حتى صارت اسما لها. وما زالت هناك قرى باسم باجوان في شمال العراق. اما في إيران فأن التسمية تحولت إلى (باجل وند) ليطابق التسمية الشائعة حيث كل اسم يتبعها لاحقة (وَند). وهناك رأي اخر ان التسمية مشتقة من اسم شخص يدعى باجول ومنه تفرعت عشيرة باجلان (باجلوة ن). لذا يشتهرون بين الكرد في كويسنجق وشمال اربيل باسم باجولى أو باجۆرى.

## لغتهم
يتكلم الباجلان اللغة الكردية بلهجاتها وحسب الموقع الجغرافي. فالكرمانجية هي الطاغية بينهم في تركيا، اما الباجلون في لرستان فيتكلمون لهجة اللك وأیضا لوری مینجایی وهي قريبة من لهجة الفيلية اللرية. اما باجلان سهل زهاو وكرمانشاه فبتكلمون لهجة الماجو الكورانية وهي نفس لهجة الشبك في الموصل مع فارق تاثيرات الجيران. اما في خانقين فيميل لهجتهم الكورانية نحو التأثر بالسورانية التي هي لهجة باجلان كركوك واربيل عموما.